# Dik-dik de Swayne
Madoqua saltiana swaynei
Sous-espèce
Le Dik-dik de Swayne ( Madoqua saltiana spp. swaynei) est une sous-espèce du Dik-dik de Salt découverte par Thomas en 1894.

## Description
Le Dik-dik de Swayne est le plus petit des Diks-diks. Il a une touffe frontale entre le roux et le gris.
Sa face postérieure des oreilles et ses pattes sont roux clair. Il a les lignes médio-ventrales et l'intérieur de ses cuisses blancs. Il a seulement le haut du dos, les fesses, le cou et les joues gris.

## Dimensions
Longueur : 45 cm

Queue : 3–5 cm

Hauteur au garrot : 30 cm

Poids : 2 kg environ

Longueur des cornes : 7,3 cm

## Répartition
L'aire de répartition du Dik-dik de Swayne s'étend de la Somalie à l'Ogaden.